# Dasyfidonia macdunnoughi
Dasyfidonia macdunnoughi là một loài bướm đêm trong họ Geometridae.